# Ferruccio Quintavalle (tennista)
Ferruccio Illo Quintavalle (Milano, 1914 – Somma Lombardo, 1998) è stato un tennista e imprenditore italiano.

## Biografia

I genitori Umberto Quintavalle e Adele Portaluppi

Ferruccio Illo Quintavalle è nato a Milano il 6 gennaio del 1914 da una famiglia di imprenditori milanesi, discendente dell'antica famiglia dei Quintavalle. 
Suo padre Umberto è stato amministratore delegato della Magneti Marelli, mentre suo zio materno, Piero Portaluppi, è stato uno dei più famosi architetti milanesi del XX secolo.
Sin fa giovane si trasferisce a Villa del Dosso a Somma Lombardo, preferendola alla vita milanese. Si è laureato in ingegneria al Politecnico di Milano.
Ferruccio Illo è stato chiamato sotto le armi nel 1941. Avendo fatto il servizio militare come aviere, il suo ruolo nella Seconda Guerra Mondiale fu di pilota di aerei merci con missioni in Italia legate all'approvvigionamento di materiale e cibo.

## Carriera tennistica

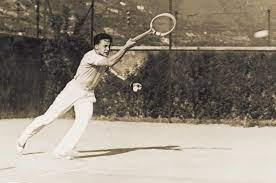
Ferruccio Quintavalle ai campionati Italiani

Inizia a giocare al Tennis Club Milano fino a diventare Capitano di Coppa Davis con nel mezzo numerosi titoli di campione italiano di doppio e doppio misto. 
In singolare raggiunge il secondo turno a Wimbledon nel 1937 battendo il britannico Harrison prima di arrendersi al Giapponese Nakano in quattro set. Al Roland Garros del 1947 arrivò sino agli ottavi di finale battendo Skonecky e Sidwell prima di essere sconfitto da Eric Sturgess, futuro finalista del torneo.
In coppa Davis conta la semifinale nel 1934 da giocatore e 10 incontri da capitano come miglior risultato la finale contro l'Australia nel 1949 dopo aver sconfitto Turchia, Sud Africa, Cile e Francia in finale per 3-2 con Gianni Cucelli capace di vincere due singolari e il doppio.

### Palmares

#### Titolo italiano di tennis
- 1933 - Doppio Maschile con Taroni
- 1935 - Doppio Maschile con Taroni
- 1935 - Doppio Misto con Orlandini
- 1936 - Doppio Maschile con Taroni
- 1936 - Doppio Misto con Tonolli
- 1937 - Doppio Maschile con Taroni

#### Coppa Davis
- Da giocatore: dal 1933 - 12 presenze, in doppio con Taroni
- Da capitano: dal 1949 - 10 volte, vincendo la zona europea nel 1952

## Il manager e imprenditore
La passione per lo Sport di Ferruccio Quintavalle non si è successivamente limitata al tennis ma si è allargata al ciclismo. Dopo il periodo come capitano della squadra italiana di Coppa Davis fu assunto dalla Bianchi, allora principale sponsor e fornitore di bici al mondo.
Ma è nel campo dell'automobile che si è distinto prima come Manager e poi come imprenditore. Nel 1955 decise di coinvolgere FIAT e Pirelli in un’operazione commerciale che avrebbe dato vita ad una nuova produzione automobilistica, l'Autobianchi. Ferruccio Illo fu nominato amministratore delegato prima e presidente poi con un consiglio fatto dai grandi dell'industria automobilistica dell’epoca, tra cui Gianni Agnelli, che lo ricorderà alla sua morte con un commovente messaggio.
Con la fine del rapporto con L'Autobianchi, Ferruccio intraprese diverse attività imprenditoriali tra cui la PIL, con suo figlio Umberto. 
A lui è dedicato il Quanta Club, ora gestito dal nipote Illo.